# 华严寺塔 (怀仁)
华严寺塔是一座位于中华人民共和国山西省怀仁市何家堡乡悟道村西北2公里处清凉山南峰的辽代密檐式塔，1996年1月12日列入第三批山西省文物保护单位。